# Aquagen
Aquagen est un groupe de musique électronique allemand fondé en 1999. Leur style de musique est la Techno Trance.
Les membres du groupe sont Gino Montesano et Olaf Dieckmann.

## Singles
- 1999: Ihr seid so Leise/You Are So Quiet
- 2000: Phatt base
- 2000: Lovemachine
- 2000: Tanz Für Mich
- 2000: Partyalarm
- 2001: Blade vs Warp Brothers
- 2002: Hard to say, i'm sorry
- 2002: Everybody's Free
- 2002: The summer is calling
- 2004: Girl (Uhh Uhh, Yeah Yeah)
- 2006: The Pipes Are Calling
- 2008: Blade 2008 avec Warp Brothers
- 2009: Hard to say i'm sorry 09
- 2011: Ihr Seid So Leise/You Are So Quiet 2012
- 2015: Here whithout you 2.5
- 2017: Eternity

## Album
- 2000: Abgehfaktor
- 2002: Weekender
- 2002: Nightliner